# SHUプロモーション
株式会社SHUプロモーション（正式名称: 株式会社シュープロモーション）は、東京都渋谷区にある日本の芸能プロダクション。

## 概要
2017年2月に設立。内山信二、正司照枝、正司花江(かしまし娘)ほか若手芸人らが所属。SHUプロモーションの「SHU」は取締役3名(正司・細野・内山)の名字の頭文字。スタッフも含め、設立時のメンバーの大半は石井光三オフィスのお笑い部門が枝分かれした形となる。現在は芸能マネジメントに加え配信に携わる業務も展開している。
毎月第三土曜日18時お笑いライブジャングルパンチ開催中

## 所属タレント
- 内山信二
- おかゆ太郎（渡辺ラオウ）
- ハッピーマックスみしま
- イノシマ全治6ヶ月
- インザパーク（寺田ランデブー、義明）
- ぷるるん金子
- チップ青木
- 大北隼也
- 米沢の遠藤
- スゴロクズ（木下雄史、島袋真二）
- モッツァレラ気分（中川治、西郷良司）
- ふんわりポニー（土居功平、阿部翔）
- ブランドン（二塚丈広、西尾寿也）
- 激突(北川スクランブル、柴田ぼんくら)
- たかだとまと
- のく坊
- ロボマン（おかゆ太郎、オラキオ）
- 正司照枝（かしまし娘）
- 正司花江（かしまし娘）
- 田中利花
- 平井佳織(フリーアナウンサー)
- ななせ結衣(グラビアタレント)